# ميثاق الأمم المتحدة (فصل سادس عشر)
ميثاق الأمم المتحدة الفصل السادس عشر: أحكـام متنوعـة

## المادة 102
1. كل معاهدة وكل اتفاق دولي يعقده أي عضو من أعضاء «الأمم المتحدة» بعد العمل بهذا الاتفاق يجب أن يسجل في أمانة الهيئة وأن تقوم بنشره بأسرع ما يمكن.
2. ليس لأي طرف في معاهدة أو اتفاق دولي لم يسجل وفقاً للفقرة الأولى من هذه المادة أن يتمسك بتلك المعاهدة أو ذلك الاتفاق أمام أي فرع من فروع «الأمم المتحدة».

## المادة 103
إذا تعارضت الالتزامات التي يرتبط بها أعضاء «الأمم المتحدة» وفقاً لأحكام هذا الميثاق مع أي التزام دولي آخر يرتبطون به فالعبرة بالتزاماتهم المترتبة على هذا الميثاق.

## المادة 104
تتمتع الهيئة في بلاد كل عضو من أعضائها بالأهلية القانونية التي يتطلبها قيامها بأعباء وظائفها وتحقيق مقاصدها.

## المادة 105
1. تتمتع الهيئة في أرض كل عضو من أعضائها بالمزايا والإعفاءات التي يتطلبها تحقيق مقاصدها.
2. وكذلك يتمتع المندوبون عن أعضاء «الأمم المتحدة» وموظفو هذه الهيئة بالمزايا والإعفاءات التي يتطلبها استقلالهم في القيام بمهام وظائفهم المتصلة بالهيئة.
3. للجمعية العامة أن تقدم التوصيات بقصد تحديد التفاصيل الخاصة بتطبيق الفقرتين 1 و 2 من هذه المادة، ولها أن تقترح على أعضاء الهيئة عقد اتفاقات لهذا الغرض.

## انظر ايضاً
| ميثاق الأمم المتحدة                                                              |
| -------------------------------------------------------------------------------- |
|                                                                                  |
| الفصل الأول في مقاصد الهيئة ومبادئها                                             |
| الفصل الثاني فـي العضوية                                                         |
| الفصل الثالث فـي فروع الهيئـة                                                    |
| الفصل الرابع في الجمعيـة العـامة                                                 |
| الفصل الخامس في مجلـس الأمـن                                                     |
| الفصل السادس في حل المنازعات حلاً سلمياً                                           |
| الفصل السابع فيما يتخذ من الأعمال في حالات تهديد السلم والإخلال به ووقوع العدوان |
| الفصل الثامن في التنظيمات الإقليمية                                              |
| الفصل التاسع في التعاون الدولي الاقتصادي والاجتماعي                              |
| الفصل العاشر المجلس الاقتصادي والاجتماعي                                         |
| الفصل الحادي عشر تصريح يتعلق بالأقاليم غير المتمتعة بالحكم الذاتي                |
| الفصل الثاني عشر في نظام الوصاية الدولي                                          |
| الفصل الثالث عشر في مجلس الوصاية                                                 |
| الفصل الرابع عشر في محكمة العدل الدولية                                          |
| الفصل الخامس عشر في الأمـانة                                                     |
| الفصل السادس عشر أحكـام متنوعـة                                                  |
| الفصل السابع عشر في تدابير حفظ الأمن في فترة الانتقال                            |
| الفصل الثامن عشر في تعديل الميثاق                                                |
| الفصل التاسع عشر في التصديق والتوقيع                                             |